# Norrie Martin

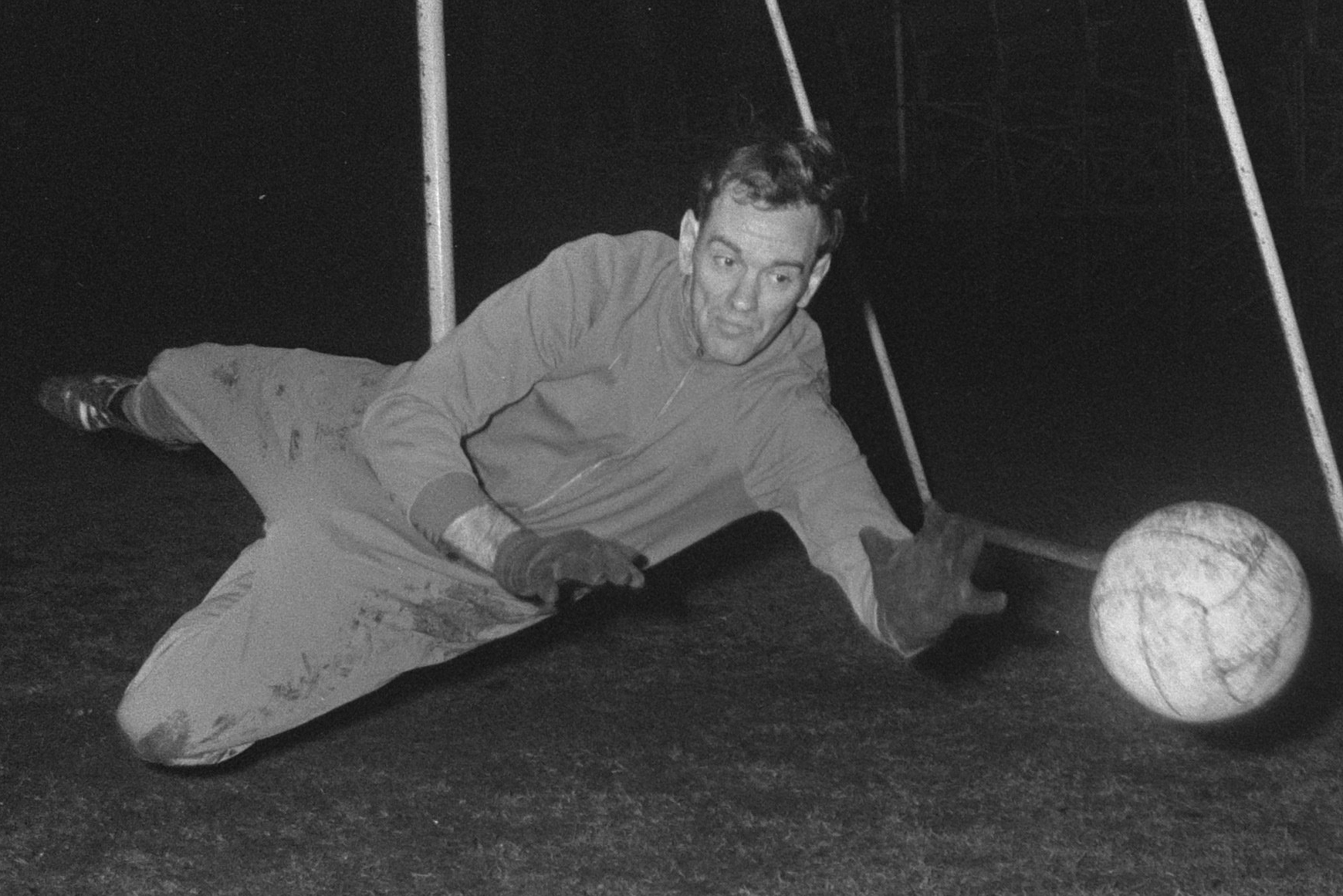
Norrie Martin (1969)

Neil 'Norrie' Martin (Ladybank, 7 mei 1939 – 10 oktober 2013) was een Schots voetballer die als doelman speelde.
Hij kwam uit voor Rangers tussen 1958 en 1970 en speelde in 1967 in de finale Europacup II tegen Bayern Munchen. Martin speelde ook voor East Fife, Queen of the South en Hamilton Academical.
Martin is overleden op 10 oktober 2013.